# Новельда (футбольный клуб)
«Новельда» (исп. Novelda CF) — испанский футбольный клуб из одноимённого города, в провинции Аликанте в автономном сообществе Валенсия. Клуб основан в 1925 году, гостей принимает на арене «Ла-Магдалена», вмещающем 5 000 зрителей. В Примере и Сегунде команда никогда не выступала, лучшим результатом является 5-е место в Сегунде B в сезоне 2000/01.
13 сентября 2002 года команда выбила из Кубка Испании сезона 2002/03 «Барселону», победив на своём поле в матче 1/32 финала — 3:2. В 1/16 финала последовал проигрыш Террасе (также дома) – 0:3.

## Сезоны по дивизионам
- Сегунда B — 8 сезонов
- Терсера — 41 сезон
- Региональные лиги — 44 сезона

## Достижения
- Терсера
  - Вице-чемпион: 1998/99

## Известные игроки
- Марсело Верон
- Рубен Торресилья
- Эду Альбакар
- Хосе Мануэль Рока
- Йон Урселаи
- Гуй Ипуа
- Кили